# Черна шуменска кокошка
Черна шуменска кокошка е българска порода кокошка от яйценосно направление.

## История
Породата е селектирана през втората половина на миналия век, чрез кръстосване на местни кокошки с породата Черна минорка, а впоследствие е вливана кръв и от породата Родайланд, като целта е била увеличение на живото тегло и носливостта. Селекцията ѝ обаче е спряла на доста ранен етап. Развъдната работа с породата спира през края на 80-те години на XX век.

## Разпространение
Представителите на породата са били широко разпространени в селищата на Шуменска област и съседни на нея области през началото и средата на миналия век. До края на 80-те години на XX век представители на породата се отглеждат в много земеделски Институти, опитни станции и техникуми по селско стопанство. Днес породата е застрашена от изчезване, като популацията наброява около 150 – 200 разплодни птици, отглеждани в Националния генофонд към Института по птицевъдство, Стара Загора и развъдчици членове на Българска Асоциация на развъдчиците на кокошеви и водоплаващи птици (БАРКВП).

## Описание
Оперението при двата пола е с интензивно черен цвят с леко зеленикав оттенък, особено в областта на крилата и опашката. Краката са с тъмни люспи, много характерни са червените околоушки (менгуши). Птиците се отличават с висока издръжливост при неблагоприятни условия, разхода на фураж и телесната им маса са малки.
По продуктивност черните шуменски кокошки значително отстъпват на висококачествените съвременни хибриди. Поради тази причина породата не се използва в интензивното птицевъдство, а се отглежда само от неколцина любители птицевъди. Птиците са дребни на ръст. Живата маса на кокошките е от 1,2 до 1,8 кг. Теглото на петлите варира в рамките на 1,8 до 2,5 кг. Носливостта е ниска – кокошките снасят годишно по 120 – 160, с бяла черупка, дребни (50 – 55 гр.) яйца.